# Jacques Laffite
Jacques-Henri Marie Sabin Laffite (* 21. November 1943 in Paris) ist ein ehemaliger französischer Automobilrennfahrer, der von 1974 bis 1986 in der Formel 1 fuhr. In 176 Grand-Prix-Rennen errang er sechs Siege, sieben Pole-Positions sowie 228 Weltmeisterschaftspunkte. Von 1979 bis 1981 wurde er jeweils Vierter der Fahrerweltmeisterschaft. Laffite war außerdem Sportwagenfahrer; 1975 gewann er zusammen mit Arturo Merzario in einem Alfa Romeo 33TT12 das 1000-km-Rennen auf dem Nürburgring. Ferner fuhr er in der DTM und der FIA GT3-Europameisterschaft Rennen.
Jacques Laffite ist verheiratet mit Bernadette und hat zwei Töchter mit Namen Camille und Marguerite; Letztere ist ebenfalls Rennfahrerin.

## Kindheit und Jugend
Laffite wuchs als Sohn eines Rechtsanwaltes in Paris auf. Seine Kindheit verbrachte er in der Welt der französischen Oberschicht und besuchte gute Schulen. Seine Interessen wurden vom Sport bestimmt. Schnell wurde er zu einem guten Tennisspieler, Skifahrer und Schlittschuhläufer. Im Winter des Jahres 1958 lernte er seinen späteren Schwager Jean-Pierre Jabouille kennen. Beide absolvierten wenig später gemeinsam das Militär. Schließlich war es Jabouille, der begann, sich für den Motorsport zu begeistern. Laffite zog anfänglich mehr aus Sympathie mit.
Nach misslungenem Abitur arbeitete er als Mechaniker seines Freundes Jabouille. Ohne große mechanische Kenntnisse schafften es Jabouille und Laffite immer wieder, ihr Auto zum Laufen zu bringen. All dies geschah auf eigene Kosten.

## Karriere

### Anfänge als Rennfahrer
Jean-Pierre Jabouille verzeichnete bald erste Erfolge als Rennfahrer. So machte er 1968 auch den französischen Industriellen Hubert Giraud auf sich aufmerksam. Dieser erkundigte sich nach einem Besuch der Werkstatt, warum Laffite keine Rennen fahre. Als Giraud erfuhr, dass Laffite mittellos war, finanzierte er ihm einen Formel-Franc-Rennwagen. Die Bedingung war jedoch, dass Laffite den Wagen selbst aufbauen musste. So dauerte es einige Zeit, bis er erste Rennen fahren konnte. Die Zwischenzeit nutzte Laffite, indem er an der Rennfahrerschule École Winfield teilnahm. Bei einem Nachwuchswettbewerb war der zweite Platz sein erster Erfolg als Rennfahrer. Dieser zweite Platz bedeutete allerdings noch wesentlich mehr. Er sicherte Laffite eine bezahlte Saison in der Formel 3. Somit begann seine Karriere wesentlich professioneller als ursprünglich zu vermuten war.

### Formel 3 und Formel Renault
Nach einem Jahr mit einem Martini-Chassis in der Formel 3 wechselte Laffite 1970 in die Formel Renault. Hier erlebte er jedoch ein Desaster: Die völlig unsicheren, überschnellen Formel-Renault-Wagen wurden von leichtsinnigen jungen Fahrern gesteuert. Laffite, immerhin schon 27 Jahre alt, war zunächst nicht bereit, das entsprechende Risiko mit einzugehen. 1971 verbesserte sich die Situation deutlich. Er teilte sich das Cockpit mit einem reichen Hobbyrennfahrer und kam nach der ersten Eingewöhnungssaison besser mit den Konkurrenten zurecht. Laffite erreichte in Albi und Paul Ricard erste Siege und schloss die Saison als Fünfter der Meisterschaft ab. 1972 wechselte Laffite zum BP Racing-Team, dominierte die Saison mit zwölf Siegen und gewann damit seinen ersten bedeutenden Titel.
Im folgenden Jahr brachte ihm der Meistertitel der internationalen Formel-3-Europameisterschaft Bekanntheit über Frankreich hinaus. 1974 sollte er ursprünglich in der Formel 2 für Ligier mit einem JS2 mit Maserati-Motor starten. Zu diesem Engagement kam es jedoch nicht mehr, da inzwischen der Formel-1-Teamchef Frank Williams auf den Franzosen aufmerksam geworden war und ihn in die Formel 1 holte.

### Formel 1

#### 1974–1975: Williams
Im Alter von 30 Jahren debütierte Jacques Laffite 1974 am Nürburgring in der Formel 1 mit dem Team Frank Williams Racing Cars. Frank Williams stellte ihm den zweiten Iso IR1 zur Verfügung. In den verbleibenden vier Saisonrennen hatte Laffite mit der Umstellung auf die Formel 1 zu kämpfen. Aufgrund des damals wenig konkurrenzfähigen Autos war sein einziger Erfolg ein zu Ende gefahrenes Rennen. Zur Saison 1975 blieb er im unterlegenen Williams-Team, das gegen die dominierenden Ferrari, Brabham und McLaren keine Chance hatte. Dennoch erreichte Laffite auf dem Nürburgring, genau ein Jahr nach seinem Debüt, den ersten Podestplatz seiner Karriere: Hinter Carlos Reutemann schloss er das Rennen auf Rang zwei ab. Dies blieb der einzige Lichtblick des Jahres.

#### 1976–1982: Ligier

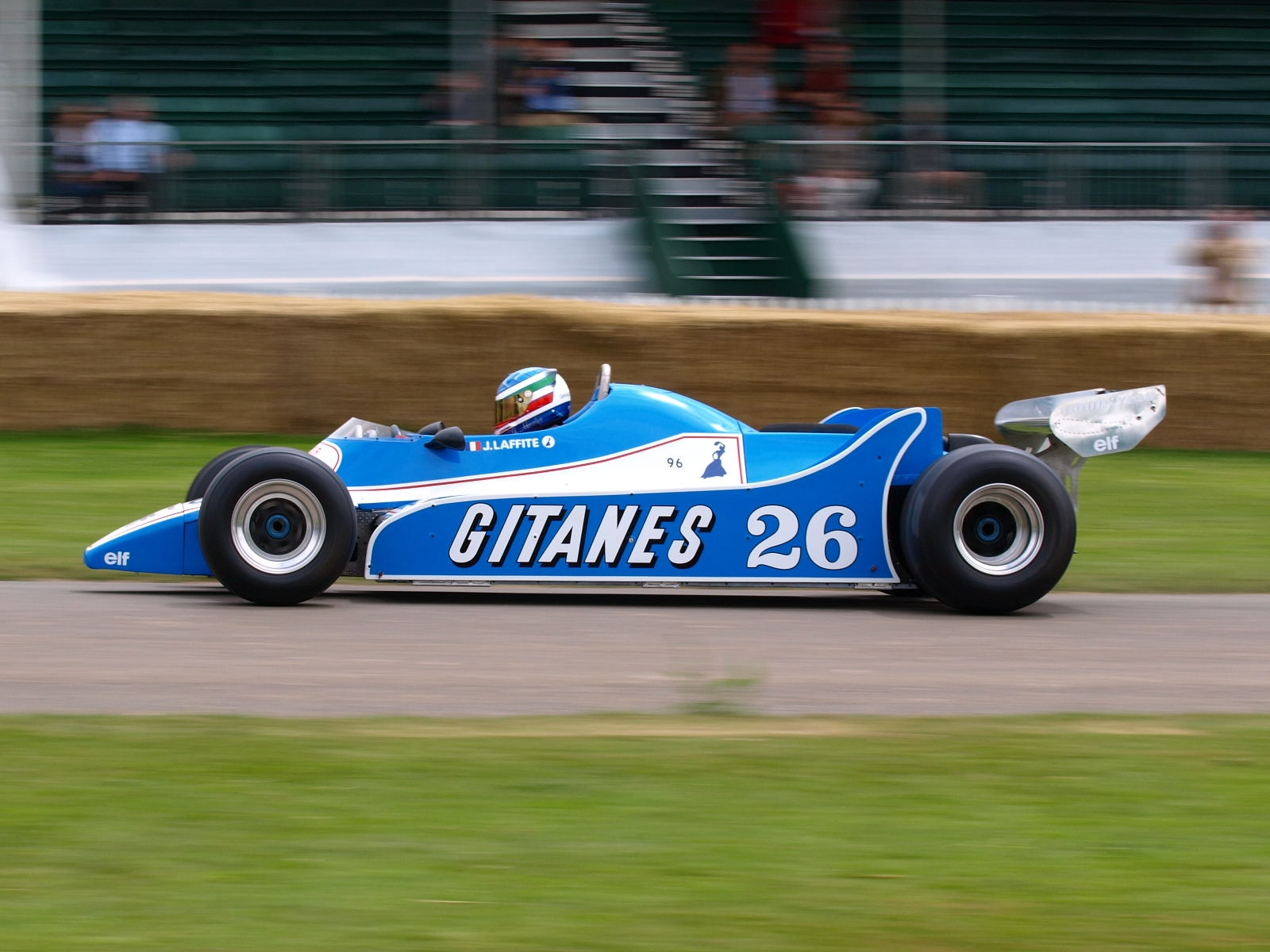
Laffites JS11 von 1979 auf dem Goodwood Festival of Speed 2008

Für Saison 1976 nahm er das Angebot von Guy Ligier an, den neuen französischen Gitanes-Ligier-Matra-Rennwagen zu pilotieren. Das Premierenjahr endete erfolgreich, mit 20 Weltmeisterschaftspunkten und der ersten Poleposition in Monza.
Die folgende Saison lief unglücklich für Laffite an. Bis zum achten Weltmeisterschaftslauf 1977, im schwedischen Anderstorp, hatte er noch keinen einzigen WM-Punkt eingefahren. In Anderstorp jedoch gewann er überraschend seinen ersten Formel-1-Grand-Prix, was ihm und dem Team Ligier in Frankreich zu enormer Popularität verhalf. Die Saison verlief aber wenig erfreulich weiter. Nur im niederländischen Zandvoort konnte Laffite als Zweiter noch von sich Reden machen.
Die Saison 1978 brachte keine Verbesserung, mit 19 WM-Punkten schloss er die Meisterschaft als Achter ab. Zwei dritte Plätze in Jarama und Hockenheim blieben die besten Ergebnisse der durchschnittlichen Saison. Der Matra-V12-Motor hatte ausgedient und die neuen Wingcar-Lotus-Rennwagen fuhren der Konkurrenz davon.
Ab 1979 setzte Ligier zwei Autos ein und Patrick Depailler kam als zweiter Pilot ins Team. Auch am Auto wurden zahlreiche Veränderungen durchgeführt, die hauptsächlich von Konstrukteur Gérard Ducarouge initiiert waren. So baute Ligier ebenfalls ein Wing-Car und stieg auf V8-Cosworth-Motoren um. Wie sich herausstellte, war das Fahrzeug eine gelungene Entwicklung. Zum Saisonauftakt in Buenos Aires stellte Laffite seinen Rennwagen mit über einer Sekunde Vorsprung auf die Pole-Position. Im Rennen fuhr er die schnellste Rennrunde und gewann ungefährdet mit einem Start-Ziel-Sieg. Auch das zweite Rennen der Saison in Interlagos gewann Laffite, nachdem er erneut im Training die Pole-Position und im Rennen die schnellste Rennrunde erfahren hatte. Durch den zweiten Platz von Patrick Depailler gelang Ligier der erste Doppelsieg in seiner Formel-1-Geschichte. Laffite fand sich plötzlich in der Rolle des Weltmeisterschaftsfavoriten wieder, innerhalb des Teams gab es jedoch große interne Probleme; Laffite und Depailler stritten beständig um die Führungsrolle im Team, Konstrukteur Ducarouge baute mehrfach das Chassis um und hatte interne Auseinandersetzungen mit Guy Ligier die schließlich in seiner Entlassung Mitte der Saison gipfelten. In Spanien fuhr Laffite auf die Pole-Position und Depailler gelang der dritte Ligier-Sieg; Laffite eroberte im Folgerennen in Zolder erneut die Pole-Position, im Rennen selbst errang er den zweiten Platz. In der zweiten Hälfte des Jahres stellte sich zunehmend heraus, dass Ligier mit dem Rennwagen eher ein Zufallstreffer gelungen war. Die Überlegenheit des Ligier war zwischenzeitlich verblasst, die Ursachen waren unklar. Die Techniker waren nicht in der Lage, den Rennwagen zu verstehen und Laffite und Ligier waren nur noch Mittelmaß. Zwar gelangen Laffite noch drei dritte Plätze, doch war die Chance auf den Weltmeistertitel verloren gegangen. Weltmeister wurde Jody Scheckter auf Ferrari. Zu allem Überfluss verletzte sich auch noch Teamkollege Depailler beim Drachenfliegen schwer. Am Ende der Saison blieb für Laffite nur der vierte Rang in der Fahrerwertung. Dies war zwar das beste Ergebnis seiner bisherigen Karriere, dennoch war das Ligier-Team über den Leistungsabfall sehr enttäuscht.
Im folgenden Jahr erhielt Laffite mit Didier Pironi einen neuen, wesentlich jüngeren Teamkollegen. Der mittlerweile 37 Jahre alte Laffite hatte große Mühe mit dem Neuling. In Hockenheim holte Laffite den einzigen Saisonsieg. Mit 34 WM-Punkten schloss er die Meisterschaft jedoch wieder als Vierter und vor seinem Teamkollegen ab. So sollte Laffite auch für die Saison 1981 die Nummer eins im französischen Rennstall bleiben, diesmal zusammen mit seinem Freund Jean-Pierre Jabouille in einem Team. Zwölf Jahre nachdem Laffite als Mechaniker für seinen Schwager gearbeitet hatte, waren beide im Ligier-Team wieder vereint. Es kam allerdings nur ein Rennen, nachdem Jabouille bei Ligier unterschrieben hatte, zu einem schweren Rückschlag. Beim Großen Preis von Kanada 1980 verunglückte Jabouille schwer und erlitt komplizierte Beinbrüche. Dies bedeutete letztlich das Ende seiner Karriere. Zwar wurde ihm das Cockpit neben Laffite freigehalten, doch nach einigen missglückten Comeback-Versuchen wurde Jabouille Rennleiter des Ligier-Teams, das von dem Konzern Talbot teilweise übernommen und in Talbot-Ligier umbenannt wurde.
Nach schwerem Saisonbeginn steigerte sich Talbot-Ligier. Mit nur einem besetzten Cockpit lastete der gesamte Erwartungsdruck des Talbot-Konzerns auf Laffite. In Österreich fuhr Laffite den fünften Sieg seiner Karriere ein, im strömenden Regen holte er seinen zweiten Saisonsieg. Dadurch hatte Laffite vor dem letzten Rennen in Las Vegas (Caesars Palace) noch theoretische Chancen auf den Weltmeistertitel, von den Medien wurde dies jedoch kaum beachtet, da der Dreikampf zwischen Nelson Piquet und den beiden Williams-Piloten Alan Jones und Carlos Reutemann das Geschehen bestimmte. Im entscheidenden Rennen von Las Vegas hatte Laffite keine Chance, Piquet errang den Titel. Er selbst schloss die Weltmeisterschaft zum dritten Mal in Folge als Vierter ab.
1982 stürzte das Talbot-Ligier-Team in eine tiefe Krise. Nach einigen guten Jahren, das Team hatte 1980 sogar Platz zwei in der Konstrukteursweltmeisterschaft erreicht, wirkten sich die Veränderungen in der französischen Autoindustrie negativ auf die Zukunft von Talbot-Ligier aus. Das beste Saisonergebnis war der dritte Platz in Österreich. Jedoch ging es bei diesem Rennen chaotisch zu und viele Favoriten fielen aus. In der Weltmeisterschaft erreichte Laffite den 18. Rang. Nur fünf Punkte standen am Ende der Saison zu Buche. Laffite kehrte zu seinem alten Arbeitgeber Williams zurück.

#### 1983–1984: Williams
Auch im Williams-Team konnte Laffite nicht mehr an alte Erfolge anknüpfen. Keke Rosberg hatte mit Williams im Jahr zuvor noch knapp den Fahrertitel gewonnen, doch dies war auch einem chaotischen Saisonverlauf geschuldet, in der das dominierende Ferrari-Team sowohl Gilles Villeneuve als auch Didier Pironi durch Unfälle verlor und Rosberg so den Titel mit nur einem Saisonsieg errang. 1983 waren die Chancen bedingt durch den technischen Umbruch sehr gering. Die von Williams nach wie vor benutzten Saugmotoren waren den Turbomotoren klar unterlegen, obwohl Keke Rosberg in Monaco ein letzter Sieg mit einem Saugmotor gelang. Laffite gewann in dieser Saison nur 11 WM-Punkte und schloss die Weltmeisterschaft als Elfter ab.
1984 gewann Frank Williams mit Honda einen starken Turbomotor für sein Team. Es dauerte jedoch mehr als ein Jahr, bis das Aggregat fehlerfrei lief. Wieder gelang Rosberg ein Sieg (in den USA), während Laffite eine noch schwächere Saison als ein Jahr zuvor verbuchen musste. Mit fünf Punkten erreichte er nur Rang 14 in der Weltmeisterschaft. Am Saisonende wurde Laffite durch den jungen Briten Nigel Mansell ersetzt.
Der inzwischen 41 Jahre alte Laffite stand vor der Entscheidung aufzuhören. Er entschied sich jedoch, zu Ligier zurückzukehren. Er begründete die Entscheidung mit dem nach wie vor vorhandenen Fahrspaß: „Ich habe nach wie vor so viel Spaß am Fahren, eigentlich möchte ich ewig fahren.“

#### 1985–1986: Ligier
Die zwölfte Saison von Jacques Laffite begann besser, als die meisten Beobachter erwartet hatten. Zwar kämpfte er nicht mehr um Siege, erreichte jedoch regelmäßig Platzierungen innerhalb der Punktewertung. In Silverstone und Hockenheim schaffte er es, mit dem Ligier auf den dritten Platz zu fahren. Beim Saisonfinale in Australien belegte er gar Platz zwei. Mit 16 Punkten kam er auf Rang 9 der Weltmeisterschaft und schloss damit besser ab, als in den vergangenen beiden Jahren bei Williams.
1986 ging Laffite in seine 13. und letzte Saison. Laffite erwies sich trotz seiner 42 Jahre als sehr konkurrenzfähig, beim Saisonauftakt in Brasilien wurde er Dritter und in den USA feierte er mit dem zweiten Platz seinen letzten Erfolg in der Formel 1.

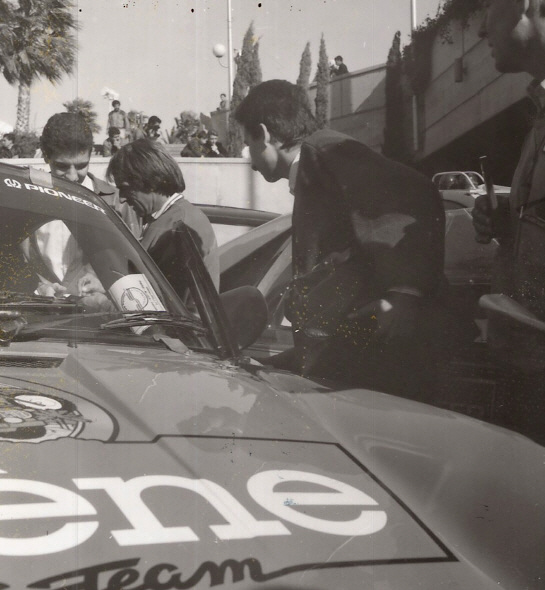
Jacques Laffite (2. v. l.), 1988

Im britischen Brands Hatch bestritt Laffite seinen 176. Grand Prix und stellte den damals aktuellen Rekord von Graham Hill für die meisten Grand-Prix-Rennen ein. Beim Start des Rennens wurde er in eine Kollision verwickelt, sein Ligier schlug frontal in einen Erdwall neben der Strecke ein. Der vordere Bereich des Fahrzeugs wurde schwer beschädigt, so dass sich Laffite schwerste Beinbrüche und einen komplizierten Beckenbruch zuzog. Die Genesung nahm mehr als ein halbes Jahr in Anspruch, so dass seine Formel-1-Karriere ein plötzliches Ende genommen hatte.
Jacques Laffite erreichte in 176 Grand Prix sechs Siege, sieben Pole-Positions, sieben schnellste Runden und 228 Weltmeisterschaftspunkte. Er fuhr während seiner 13-jährigen Karriere nur für zwei Teams, insgesamt vier Jahre für Williams und neun Jahre für Ligier, mit dem er alle sechs Siege holte. Laffite blieb der ganz große Wurf verwehrt, dennoch fuhr er jahrelang an der Spitze der Formel 1. Laffite blieb während seiner langen Karriere der Spaßvogel und der lebensfrohe, vitale Mann, als welcher er schon in der Formel 1 debütierte. Laffite genoss das Leben in vollen Zügen und war trotz seiner angeborenen Leichtigkeit ein sehr professioneller und konkurrenzfähiger Rennfahrer.

### Leben nach der Formel 1
Von seinen Verletzungen genesen, fuhr Laffite noch einige Jahre Tourenwagenrennen, unter anderem in der DTM. Dort startete er für BMW und Mercedes-Benz. Heute ist Laffite als Fernsehkommentator für den französischen Sender TF1 tätig. Des Weiteren fungiert er als Berater für französische Nachwuchsfahrer. Nach wie vor ist Laffite ein häufiger Besucher der Boxengasse bei Formel-1-Rennen. In der FIA GT3-Europameisterschaft fuhr er 2007 für das französische AutoGT-Racing-Team deren Morgan Aero GT3 und ist aktuell dessen Rennleiter. Teamkollegin war unter anderem seine Tochter Marguerite Laffite, die von 2007 bis 2009 für das Team fuhr.

## Statistik

### Karrierestationen
| - 1971: Französische Formel Renault (Platz 5) - 1972: Französische Formel Renault (Meister) - 1972: Europäische Formel Renault (Platz 2) - 1973: Französische Formel 3 (Meister) - 1973: Britische John-Player-Formel 3 (Platz 4) - 1973: Europäische Formel Renault (Platz 18) - 1974: Formel 2 (Platz 3) - 1974: Formel 1 - 1975: Formel 2 (Meister) - 1975: Formel 1 (Platz 12) - 1976: Formel 1 (Platz 8) - 1977: Formel 1 (Platz 10) - 1977: Kanadische Formel Atlantic (Platz 20) - 1978: Formel 1 (Platz 8) | - 1979: Formel 1 (Platz 4) - 1979: Procar BMW M1 (Platz 6) - 1980: Formel 1 (Platz 4) - 1981: Formel 1 (Platz 4) - 1982: Formel 1 (Platz 18) - 1983: Formel 1 (Platz 11) - 1984: Formel 1 (Platz 14) - 1985: Formel 1 (Platz 9) - 1986: Formel 1 (Platz 8) - 1987: Tourenwagen-WM (Platz 17) - 1988: Tourenwagen-EM (Platz 7) - 1989: Italienische Tourenwagen-Meisterschaft (Platz 14) - 1990: DTM (Platz 7) - 1991: DTM (Platz 11) | - 1992: DTM (Platz 13) - 1992: Französische Supertouring-Meisterschaft - 1993: Französische Tourenwagen-Meisterschaft (Platz 19) - 1994: Französische Supertouring-Meisterschaft (Platz 8) - 1995: Französische Supertouring-Meisterschaft (Platz 4) - 1996: Globale GT-Meisterschaft (Platz 135) - 1997: Französische Supertouring-Meisterschaft - 1998: Belgische Procar (Platz 31) - 2005: Grand Prix Masters (Platz 13) - 2006: Deutsche Mini Challenge - 2007: FIA GT3-Europameisterschaft - 2008: FIA GT3-Europameisterschaft - 2010: Deutscher VW-Scirocco-R-Cup |

### Statistik in der Automobil-/Formel-1-Weltmeisterschaft

#### Grand-Prix-Siege
| - 1977: Schweden (Anderstorp) - 1979: Argentinien (Buenos Aires) | - 1979: Brasilien (Interlagos) - 1980: Deutschland (Hockenheim) | - 1981: Österreich (Spielberg) - 1981: Kanada (Montréal) |

#### Gesamtübersicht
| Saison | Team                       | Chassis               | Motor               | Rennen | Siege | Zweiter | Dritter | Poles | schn. Rennrunden | Punkte | WM-Pos. |
| ------ | -------------------------- | --------------------- | ------------------- | ------ | ----- | ------- | ------- | ----- | ---------------- | ------ | ------- |
| 1974   | Frank Williams Racing Cars | Williams FW02         | Ford V8             | 5      | –     | –       | –       | –     | –                | –      | —       |
| 1975   | Frank Williams Racing Cars | Williams FW02 / FW04  | Ford V8             | 10     | –     | 1       | –       | –     | –                | 6      | 12.     |
| 1976   | Ligier Gitanes             | Ligier JS5            | Matra V12           | 16     | –     | 1       | 2       | 1     | –                | 20     | 8.      |
| 1977   | Ligier Gitanes             | Ligier JS7            | Matra V12           | 17     | 1     | 1       | –       | –     | 1                | 18     | 10.     |
| 1978   | Ligier Gitanes             | Ligier JS7 / JS9      | Matra V12           | 16     | –     | –       | 2       | –     | –                | 19     | 8.      |
| 1979   | Ligier Gitanes             | Ligier JS11           | Ford V8             | 15     | 2     | 1       | 3       | 4     | 2                | 36     | 4.      |
| 1980   | Equipe Ligier Gitanes      | Ligier JS11           | Ford V8             | 14     | 1     | 2       | 2       | 1     | 1                | 34     | 4.      |
| 1981   | Equipe Talbot Gitanes      | Ligier JS17           | Matra V12           | 15     | 2     | 2       | 3       | 1     | 1                | 44     | 4.      |
| 1982   | Equipe Talbot Gitanes      | Ligier JS17 / 19      | Matra V12           | 15     | –     | –       | 1       | –     | –                | 5      | 18.     |
| 1983   | TAG Williams               | Williams FW08C / FW09 | Ford V8 / Honda V6T | 13     | –     | –       | –       | –     | –                | 11     | 11.     |
| 1984   | Saudia Williams Honda      | Williams FW09 / FW09B | Honda V6T           | 16     | –     | –       | –       | –     | –                | 5      | 14.     |
| 1985   | Equipe Ligier Gitanes      | Ligier JS25           | Renault V6T         | 15     | –     | 1       | 2       | –     | 1                | 16     | 9.      |
| 1986   | Equipe Ligier              | Ligier JS27           | Renault V6T         | 9      | –     | 1       | 1       | –     | –                | 14     | 8.      |
| Gesamt | Gesamt                     | Gesamt                | Gesamt              | 176    | 6     | 10      | 16      | 7     | 6                | 228    |         |

#### Einzelergebnisse
| Saison | 1   | 2   | 3   | 4   | 5   | 6   | 7   | 8   | 9   | 10  | 11  | 12  | 13  | 14  | 15  | 16 | 17 |
| ------ | --- | --- | --- | --- | --- | --- | --- | --- | --- | --- | --- | --- | --- | --- | --- | -- | -- |
| 1974   |     |     |     |     |     |     |     |     |     |     |     |     |     |     |     |    |    |
|        |     |     |     |     |     |     |     |     |     | DNF | NC  | DNF | 15  | DNF |     |    |    |
| 1975   |     |     |     |     |     |     |     |     |     |     |     |     |     |     |     |    |    |
| DNF    | 11  | NC  |     | DNQ | DNF |     | DNF | 11  | DNF | 2   | DNF | DNF | DNS |     |     |    |    |
| 1976   |     |     |     |     |     |     |     |     |     |     |     |     |     |     |     |    |    |
| DNF    | DNF | 4   | 12  | 3   | 12* | 4   | 14  | DNF | DNF | 2   | DNF | 3   | DNF | DNF | 7   |    |    |
| 1977   |     |     |     |     |     |     |     |     |     |     |     |     |     |     |     |    |    |
| NC     | DNF | DNF | 9*  | 7   | 7   | DNF | 1   | 8   | 6   | DNF | DNF | 2   | 8   | 7   | DNF | 5* |    |
| 1978   |     |     |     |     |     |     |     |     |     |     |     |     |     |     |     |    |    |
| 16*    | 9   | 5   | 5   | DNF | 5*  | 3   | 7   | 7   | 10  | 3   | 5   | 8   | 4   | 11  | DNF |    |    |
| 1979   |     |     |     |     |     |     |     |     |     |     |     |     |     |     |     |    |    |
| 1      | 1   | DNF | DNF | DNF | 2   | DNF | 8   | DNF | 3   | 3   | 3   | DNF | DNF | DNF |     |    |    |
| 1980   |     |     |     |     |     |     |     |     |     |     |     |     |     |     |     |    |    |
| DNF    | DNF | 2   | DNF | 11  | 2   | 3   | DNF | 1   | 4   | 3   | 9   | 8*  | 5   |     |     |    |    |
| 1981   |     |     |     |     |     |     |     |     |     |     |     |     |     |     |     |    |    |
| DNF    | 6   | DNF | DNF | 2   | 3   | 2   | DNF | 3   | 3   | 1   | DNF | DNF | 1   | 6   |     |    |    |
| 1982   |     |     |     |     |     |     |     |     |     |     |     |     |     |     |     |    |    |
| DNF    | DNF | DNF |     | 9   | DNF | 6   | DNF | DNF | DNF | 14  | DNF | 3   | DNF | DNF | DNF |    |    |
| 1983   |     |     |     |     |     |     |     |     |     |     |     |     |     |     |     |    |    |
| 4      | 4   | 6   | 7   | DNF | 6   | 5   | DNF | 12  | 6   | DNF | DNF | DNQ | DNQ | DNF |     |    |    |
| 1984   |     |     |     |     |     |     |     |     |     |     |     |     |     |     |     |    |    |
| DNF    | DNF | DNF | DNF | 8   | 8   | DNF | 5   | 4   | DNF | DNF | DNF | DNF | DNF | DNF | 14  |    |    |
| 1985   |     |     |     |     |     |     |     |     |     |     |     |     |     |     |     |    |    |
| 6      | DNF | DNF | 6   | 8   | 12  | DNF | 3   | 3   | DNF | DNF | DNF | 11* | DNF |     | 2   |    |    |
| 1986   |     |     |     |     |     |     |     |     |     |     |     |     |     |     |     |    |    |
| 3      | DNF | DNF | 6   | 5   | 7   | 2   | 6   | DNF | INJ | INJ | INJ | INJ | INJ | INJ | INJ |    |    |

| Legende  | Legende            | Legende                                                          |
| Farbe    | Abkürzung          | Bedeutung                                                        |
| -------- | ------------------ | ---------------------------------------------------------------- |
| Gold     | –                  | Sieg                                                             |
| Silber   | –                  | 2. Platz                                                         |
| Bronze   | –                  | 3. Platz                                                         |
| Grün     | –                  | Platzierung in den Punkten                                       |
| Blau     | –                  | Klassifiziert außerhalb der Punkteränge                          |
| Violett  | DNF                | Rennen nicht beendet (did not finish)                            |
| Violett  | NC                 | nicht klassifiziert (not classified)                             |
| Rot      | DNQ                | nicht qualifiziert (did not qualify)                             |
| Rot      | DNPQ               | in Vorqualifikation gescheitert (did not pre-qualify)            |
| Schwarz  | DSQ                | disqualifiziert (disqualified)                                   |
| Weiß     | DNS                | nicht am Start (did not start)                                   |
| Weiß     | WD                 | zurückgezogen (withdrawn)                                        |
| Hellblau | PO                 | nur am Training teilgenommen (practiced only)                    |
| Hellblau | TD                 | Freitags-Testfahrer (test driver)                                |
| ohne     | DNP                | nicht am Training teilgenommen (did not practice)                |
| ohne     | INJ                | verletzt oder krank (injured)                                    |
| ohne     | EX                 | ausgeschlossen (excluded)                                        |
| ohne     | DNA                | nicht erschienen (did not arrive)                                |
| ohne     | C                  | Rennen abgesagt (cancelled)                                      |
| ohne     | keine WM-Teilnahme |                                                                  |
| sonstige | P/fett             | Pole-Position                                                    |
| sonstige | 1/2/3/4/5/6/7/8    | Punktplatzierung im Sprint-/Qualifikationsrennen                 |
| sonstige | SR/kursiv          | Schnellste Rennrunde                                             |
| sonstige | *                  | nicht im Ziel, aufgrund der zurückgelegten Distanz aber gewertet |
| sonstige | ()                 | Streichresultate                                                 |
| sonstige | unterstrichen      | Führender in der Gesamtwertung                                   |

### Le-Mans-Ergebnisse
| Jahr | Team                        | Fahrzeug                | Teamkollege        | Teamkollege           | Platzierung     | Ausfallgrund |
| ---- | --------------------------- | ----------------------- | ------------------ | --------------------- | --------------- | ------------ |
| 1972 | Équipe Ligier               | Ligier JS2              | Pierre Maublanc    |                       | Ausfall         | Motorschaden |
| 1973 | Automobiles Ligier          | Ligier JS2              | Guy Ligier         |                       | Disqualifiziert |              |
| 1974 | Automobiles Ligier          | Ligier JS2              | Alain Serpaggi     |                       | Rang 8          |              |
| 1977 | Renault Sport               | Alpine A442             | Patrick Depailler  |                       | Ausfall         | Motorschaden |
| 1978 | Gran Touring Cars Inc.      | Mirage M9               | Vern Schuppan      | Sam Posey             | Rang 10         |              |
| 1990 | Joest Racing                | Porsche 962C            | Henri Pescarolo    | Jean-Louis Ricci      | Rang 14         |              |
| 1993 | Jacadi Racing               | Venturi 500LM           | Michel Maisonneuve | Christophe Dechavanne | Ausfall         | Motorschaden |
| 1994 | Porsche Flymo Mobil Alméras | Porsche 911 Carrera RSR | Jean-Marie Alméras | Jacques Alméras       | Ausfall         | Unfall       |
| 1996 | Team Bigazzi SRL            | McLaren F1 GTR          | Marc Duez          | Steve Soper           | Rang 11         |              |